# 白塘镇 (汨罗市)
白塘镇，中华人民共和国湖南省岳阳市汨罗市下属的一个镇，位于汨罗市西北部。
辖1个社区居委会，25个建制村，总面积62平方千米，总人口2.8万人，镇人民政府驻白塘（原白塘乡人民政府驻地）。

## 建制沿革
- 1956年，设白塘乡。
- 1958年，属解放公社（后改白塘公社）。
- 1961年，析出新塘公社。
- 1984年，改置白塘乡。
- 2015年，白塘乡、磊石乡成建制合并设立白塘镇。[1]

## 行政区划
下辖1个社区居委会：
- 白塘社区

下辖25个行政村：
- （原白塘乡下辖）双义村、移凤村、赶洲村、木屯村、裘鸣村、曹家村、大唐村、仁义村、松塘村、拦河村、万红村、高联村、五塘村
- （原磊石乡下辖）马厅村、江南堤村、长山村、内夹村、高台村、闸南村、闸桃村、长湖村、二沟村、沙洲村、汨岳村、闸汨村